# Amtsgericht Guben

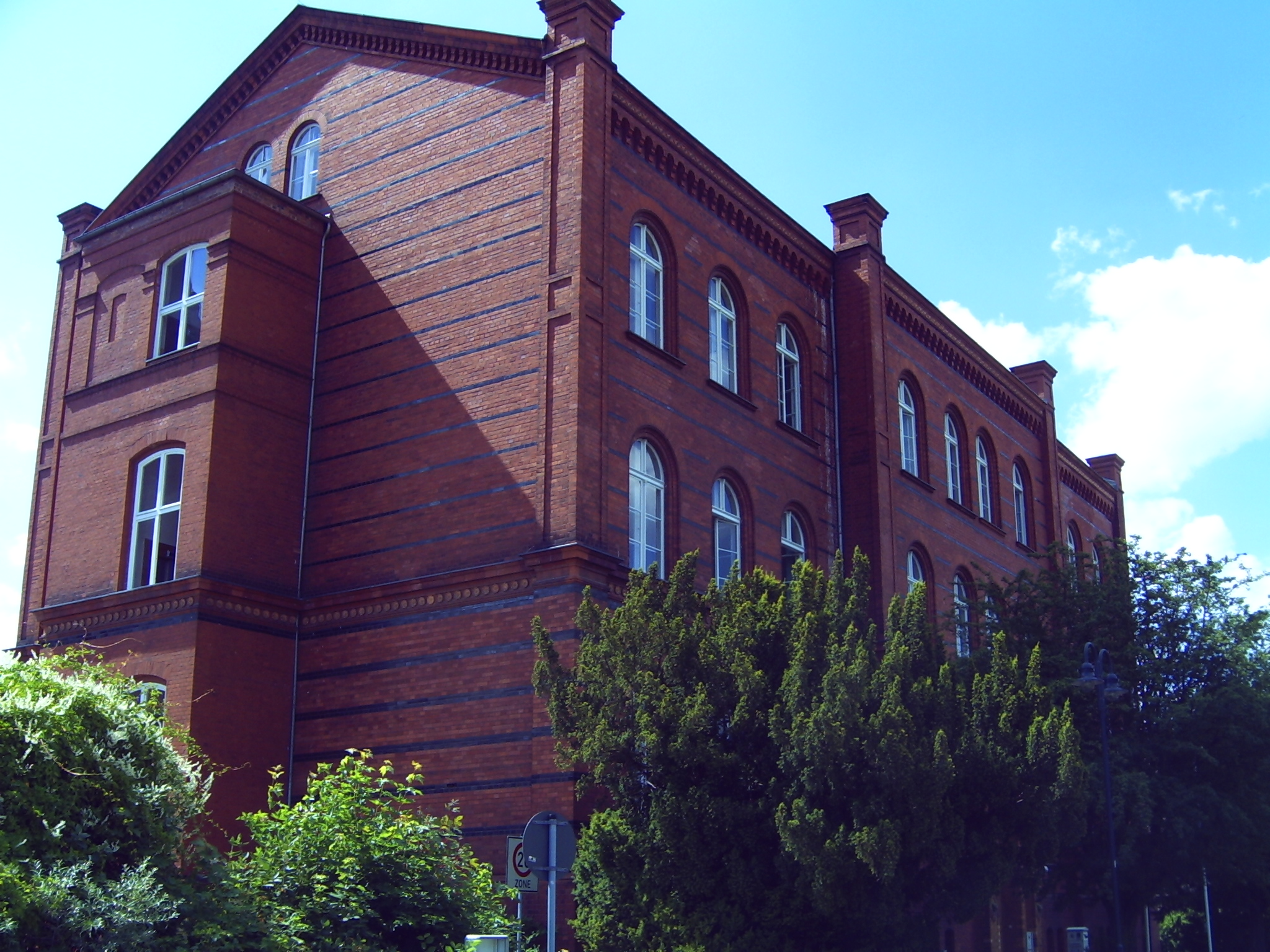
Ehem. Amtsgericht Guben (2007)

Das Amtsgericht Guben ist heute eine Außenstelle des Amtsgerichts Cottbus in der Stadt Guben im Landkreis Spree-Neiße.

## Amtsbezirk
Der Bezirk des Amtsgerichts Cottbus – Zweigstelle Guben – besteht heute aus der Stadt Guben sowie den Gemeinden Jänschwalde und Schenkendöbern. Die amtsgerichtliche Zuständigkeit Gubens für die Stadt Lieberose sowie die Gemeinden Jamlitz und Schwielochsee ging 2012 an das Amtsgericht Lübben über.

## Geschichte
Seit 1849 bestand in Guben ein preußisches Kreisgericht, das Kreisgericht Guben. Zum 1. Oktober 1879 trat auch im Königreich Preußen das Gerichtsverfassungsgesetz des Deutschen Reichs in Kraft und das Kreisgericht wurde durch Landesrecht in ein Amtsgericht umgewandelt. Es war dem Landgericht Guben nachgeordnet. Sein Gerichtsbezirk umfasste den Kreis Guben ohne die Teile, die den Amtsgerichten Fürstenberg, Pförten und Sommerfeld zugeordnet waren. Am Gericht bestanden 1880 fünf Richterstellen. Das Amtsgericht war damit das größte Amtsgericht im Landgerichtsbezirk. Gerichtstage wurden in  Sehlaben abgehalten. Im Rahmen der Weltwirtschaftskrise wurden 60 Amtsgerichte als Folge von Sparverordnungen aufgehoben. Mit der Verordnung über die Aufhebung von Amtsgerichten vom 30. Juli 1932 wurde das Amtsgericht Pförten zum 30. September 1932 aufgehoben und sein Sprengel zwischen dem Amtsgericht Forst, Amtsgericht Guben und dem Amtsgericht Sommerfeld aufgeteilt. Das Amtsgericht Guben erhielt damit die Landgemeinden Beitzsch, Birkenberge, Kummeltitz, Liebetitz, Neudörfel, Ögeln, Pohsen, Weltho und Wirchenblatt aus dem Bezirk des Amtsgerichts Pförten.
Im Jahre 1945 wurden die östlich der Oder-Neiße-Grenze gelegenen Teile des Amtsgerichtsbezirks unter polnische Verwaltung gestellt. In der DDR wurden 1952 die Amtsgerichte und damit auch das Amtsgericht Guben aufgehoben und Kreisgerichte, darunter das Kreisgericht Guben für den Kreis Guben gebildet. Nach der Wiedervereinigung wurde 1993 die Gerichtsorganisation in Amtsgerichte wieder hergestellt. Ab dem 1. April 2012 ist Guben eine Zweigstelle des Amtsgerichts Cottbus.

## Gerichtsgebäude
Das Gebäude des Amtsgerichts ist in der Liste der Baudenkmale in Guben enthalten und befindet sich in der Alten Poststraße Nr. 66. Benachbart (Alte Poststraße 64) liegt das Gerichtsgefängnis. Es wurde während der zweiten Hälfte des 19. Jahrhunderts erbaut. Von 1879 bis 1883 tagte hier das Landgericht Guben. Das Amtsgericht nutzte einen Flügel des Rathauses. Nach dem Neubau des Landgerichtsgebäudes (benachbart auf der Nordseite; es wurde 1949 abgerissen) war von 1883 bis 1953 das Amtsgericht und von 1953 bis 1993 das Kreisgericht Nutzer des Gerichtsgebäudes Alte Poststraße 64. Seit 1993 sitzt hier wieder das Amtsgericht.
Das Amtsgerichtsgebäude ist ein dreigeschossiges, zehnachsiges Haus aus Ziegeln mit einem Satteldach. Die Fassade wird durch umlaufende Bänder aus dunkleren Ziegeln gegliedert. Ein vierachsiges Mittelrisalit umfasst den Haupteingang.
Siehe auch: Liste der Baudenkmale in Guben